# Zietenstraße
Die Zietenstraße im Düsseldorfer Stadtteil Golzheim ist eine Straße in einem beliebten Wohngebiet, die zu Beginn des 20. Jahrhunderts angelegt wurde und überwiegend von Gebäuden aus der Kaiser- sowie der Zwischenkriegszeit geprägt wird. Die Zietenstraße ist etwa einen halben Kilometer lang und verbindet die Kaiserswerther Straße mit der Roßstraße. An der Ecke Zieten-/Mauerstraße öffnet sich die Straße zu einem kleinen, nach Paul Spiegel benannten Platz, an dem sich die Neue Synagoge befindet.

## Geschichte
Die Zietenstraße wurde Anfang des 20. Jahrhunderts im Rahmen der städtischen Erweiterung nach Norden angelegt, am 11. August 1903 nach dem preußischen Husarengeneral Hans Joachim von Zieten benannt und eingeweiht. Sie zeigt eine geschlossene Bebauung, überwiegend mit Altbauten des Typs Etagenhaus, mit einer Vorgartenzone als Referenz an den städtebaulichen Reformgedanken der Gartenstadt. Erste größere Mehrfamilienhäuser wurden bereits in der Kaiserzeit errichtet. Aufgrund der Wohnungsknappheit nach dem Ersten Weltkrieg errichtete die Stadt Düsseldorf im Jahre 1925 über 900 Wohnungen in Düsseldorf, darunter auch zahlreiche auf der Zietenstraße. Hinzu kamen Wohnungen die durch Beamtenwohnungsbaugenossenschaften errichtet worden waren. In den 1930er Jahren war der Bereich um die Zietenstraße eine Hochburg von Anhängern der NSDAP. In der Reichspogromnacht 1938 wurden in der Zietenstraße Wohnungen jüdischer Mitbürger geplündert. Die Luftangriffe des Zweiten Weltkrieges überstand die Straße weitgehend unbeschadet. Am 7. September 1958 wurde die Neue Synagoge zu Düsseldorf an der Zietenstraße eingeweiht, die sich dort zu einem kleinen Platz erweitert. Dieser wurde 2007 nach dem im Vorjahr verstorbenen Präsidenten des Zentralrats der Juden in Deutschland, dem Düsseldorfer Paul Spiegel, benannt.
Am 2. Oktober 2000 war die Zietenstraße der Tatort eines Brandanschlags auf die Neue Synagoge. Dieser Anschlag führte unter der von Bundeskanzler Gerhard Schröder ausgegebenen Bezeichnung Aufstand der Anständigen zu bundesweiten Solidaritätsbekundungen mit den Juden in Deutschland und zu Protesten gegen Rechtsextremismus und Antisemitismus.
Eine Besonderheit der Zietenstraße ist die alleeartige Bepflanzung ausschließlich mit Kirschbäumen, was zur Blütezeit in der ersten Aprilhälfte nicht nur die Düsseldorfer Japaner entzückt (Sakura). Unter Fotografen und auf Instagram ist die Straße als „Cherry Blossom Boulevard“ bekannt.